# Ławy (województwo zachodniopomorskie)
Ławy – (niem. Brugge N.-M.), wieś w Polsce położona w województwie zachodniopomorskim, w powiecie myśliborskim, w gminie Myślibórz.
W latach 1975–1998 miejscowość administracyjnie należała do województwa gorzowskiego. Wieś z zabudowaniami szachulcowymi, a także z budynkami z granitowego łupka (kamienie polodowcowe), w tym XIX-wieczny kościół neogotycki z wieżą.